# アーヴィング・ラングミュア
アーヴィング・ラングミュア（Irving Langmuir, 1881年1月31日 -  1957年8月16日）は、アメリカ合衆国の化学者・物理学者である。1932年に表面科学の分野への貢献でノーベル化学賞を受賞した。

## 経歴
1903年にコロンビア大学を卒業後、ゲッティンゲン大学大学院で、ヴァルター・ネルンストのもとで化学を学び、1906年にPh.D.を取得。1909年からゼネラル・エレクトリックの研究所で研究を始め1950年まで在籍した。また、「事実でない事柄についての科学」を病的科学として定義したことでも知られている。
コロンビア大学教授  Charles H. Langmuir（地球化学）は甥にあたる。

## 業績
- 不活性ガス封入によるタングステンフィラメント白熱電球の寿命の延長（1913年）
  - これはその後100年にわたって使われた白熱電球の完成形であった。
- ラングミュアの吸着等温式の提出
- 水素プラズマの研究→プラズマの命名（1928年）、静電探針を考案
- 高真空水銀ポンプの発明
- ラングミュアの真空計の発明
- ルイス－ラングミュアの原子価理論（1919年）→オクテット則
- 白金の触媒作用の研究
- 単分子膜（ラングミュア・ブロジェット膜：LB膜）の研究（1934年）
  - キャサリン・ブロジェットとの共同研究である。
- 人工降雨の実験（1946年）
  - 同じ研究所に所属していたバーナード・ヴォネガットが、ヨウ化銀が雲の核を形成に使えることを発見していた。

## 主な受賞歴
- 1915年 - ウィリアム・H・ニコルズ賞
- 1920年 - ウィリアム・H・ニコルズ賞（2回目）
- 1928年 - パーキンメダル
- 1930年 - ウィラード・ギブズ賞
- 1932年 - ノーベル化学賞
- 1934年 - フランクリン・メダル
- 1944年 - ファラデー・メダル
- 1950年 - ジョン・カーティー賞
- 1989年 - 全米発明家殿堂選出